# 镇西武靖王
镇西武靖王，元朝的封爵之一。

## 元朝
封地不详，为金镀银印驼纽王。
- 铁木儿不花，奥鲁赤长子，大德元年（1297年）封。
- 搠思班，铁木儿不花之子。
- 卜纳剌